# Державино (Крым)
Держа́вино  (до 1948 года Аджи́-Эли́; укр. Державіне, крымскотат. Acı Eli, Аджы Эли) — исчезнувшее село в Ленинском районе Республики Крым, располагавшееся на севере центральной части района и Керченского полуострова, в маловодной Аджиэльской балке, примерно в 1 км к югу от современного села Белинское.

## История
Первое документальное упоминание села встречается в Камеральном Описании Крыма… 1784 года, судя по которому, в последний период Крымского ханства Гаджи Эли входил в Дин Керченский кадылык Кефинского каймаканства. После присоединения Крыма к России (8) 19 апреля 1783 года, (8) 19 февраля 1784 года, именным указом Екатерины II сенату, на территории бывшего Крымского Ханства была образована Таврическая область и деревня была приписана к Левкопольскому, а после ликвидации в 1787 году Левкопольского — к Феодосийскому уезду Таврической области. После Павловских реформ, с 1796 по 1802 год, входила в Акмечетский уезд Новороссийской губернии. По новому административному делению, после создания 8 (20) октября 1802 года Таврической губернии, Аджели был включён в состав Акмозской волости Феодосийского уезда.
По Ведомости о числе селений, названиях оных, в них дворов… состоящих в Феодосийском уезде от 14 октября 1805 года , в деревне Аджели числилось 12 дворов и 72 жителя. На военно-топографической карте генерал-майора Мухина 1817 года деревня Аджиели обозначена с 12 дворами. После реформы волостного деления 1829 года Аджи Эли, согласно «Ведомости о казённых волостях Таврической губернии 1829 года», переподчинили из Аккозской волости в Чалтемирскую. Видимо, вследствие эмиграции крымских татар в Турцию, деревня опустела и на карте 1836 года в деревне 2 двора, а на карте 1842 года Аджи эли обозначен условным знаком «малая деревня», то есть, менее 5 дворов.
В 1860-х годах, после земской реформы Александра II, деревню приписали к Сарайминской волости. Согласно «Списку населённых мест Таврической губернии по сведениям 1864 года», составленному по результатам VIII ревизии 1864 года, Аджи-Эли — владельческая татарская деревня с 11 дворами и 29 жителями при колодцах. На трёхверстовой карте Шуберта 1865—1876 года в деревне Аджи-Эли обозначено 13 дворов. По «…Памятной книжке Таврической губернии на 1892 год» в Аджи-Эли, входившем в Ново-Александровское сельское общество, числился 31 житель в 3 домохозяйствах. На верстовой карте Крыма 1896 года в селении обозначено 28 дворов с татарским населением. По Статистическому справочнику Таврической губернии. Ч.II-я. Статистический очерк, выпуск пятый Феодосийский уезд, 1915 год, в деревне Аджи-Эли Сарайминской волости Феодосийского уезда числилось 38 дворов (все дворы с землёй) со смешанным населением в количестве 11 человек приписных жителей и 180 «посторонних», из которых 94 мужчины и 97 женщин. Жители владели 558 десятинами удобной земли. В хозяйствах имелось 81 лошадь, 50 волов, 35 коров и 708 голов овец, свиней, или коз
.
После установления в Крыму Советской власти, по постановлению Крымревкома, 25 декабря 1920 года из Феодосийского уезда был выделен Керченский (степной) уезд, а, постановлением ревкома № 206 «Об изменении административных границ» от 8 января 1921 года была упразднена волостная система и в составе Керченского уезда был создан Керченский район в который вошло село (в 1922 году уезды получили название округов. 11 октября 1923 года, согласно постановлению ВЦИК, в административное деление Крымской АССР были внесены изменения, в результате которых округа были отменены и основной административной единицей стал Керченский район в который вошло село. Согласно Списку населённых пунктов Крымской АССР по Всесоюзной переписи 17 декабря 1926 года, в селе Аджи-Эли, Сарайминского сельсовета Керченского района, числилось 47 дворов, из них 44 крестьянских, население составляло 267 человек, из них 192 татарина, 67 русских, 3 украинца, 2 грека, 1 немец, 1 записан в графе «прочие», действовала татарская школа I ступени (пятилетка). Постановлением ВЦИК «О реорганизации сети районов Крымской АССР» от 30 октября 1930 года (по другим сведениям 15 сентября 1931 года) Керченский район упразднили и село включили в состав Ленинского, а, с образованием в 1935 году Маяк-Салынского района (переименованного 14 декабря 1944 года в Приморский) — в состав нового района. На подробной карте РККА Керченского полуострова 1941 года в селе отмечено 34 двора.
В 1944 году, после освобождения Крыма от фашистов, согласно постановлению ГКО № 5859 от 11 мая 1944 года, 18 мая крымские татары были депортированы в Среднюю Азию. 12 августа 1944 года было принято постановление № ГОКО-6372с «О переселении колхозников в районы Крыма» и в сентябре того же года в район приехали первые новоселы 204 семьи из Тамбовской области, а в начале 1950-х годов последовала вторая волна переселенцев из различных областей Украины. С 25 июня 1946 года Аджи-Эли в составе Крымской области РСФСР. Указом Президиума Верховного Совета РСФСР от 18 мая 1948 года, Аджи-Эли переименовали в Державино в честь Героя Советского Союза, Почётного гражданина Одессы, Тутракана и Братиславы Павла Державина. 26 апреля 1954 года Крымская область была передана из состава РСФСР в состав УССР. Время включения в Белинский сельсовет пока не установлено: на 15 июня 1960 года село уже числилось в его составе. Указом Президиума Верховного Совета УССР «Об укрупнении сельских районов Крымской области», от 30 декабря 1962 года Приморский район был упразднён и вновь село присоединили к Ленинскому. Исключено из учётных данных в 1968 году (согласно справочнику «Крымская область. Административно-территориальное деление на 1 января 1968 года» — в период с 1968 по 1977 год, как село Белинского сельсовета).

### Динамика численности населения
| - 1805 год — 72 чел. - 1864 год — 29 чел. - 1892 год — 31 чел. | - 1915 год — 11/180 чел. - 1926 год — 267 чел. |